# Hitman (jeu vidéo, 2016)
Pour les articles homonymes, voir Hitman.
Hitman est un jeu vidéo d'action-aventure et d’infiltration développé par IO Interactive et édité par Square Enix. Il s'agit du sixième volet de la série de jeux vidéo Hitman. 
Le jeu met en scène l'agent 47, un assassin génétiquement modifié travaillant pour l'Agence, envoyé dans diverses localisations à travers le monde pour assassiner différentes cibles. Sorti 4 ans après Hitman Absolution (2012) qui a reçu des retours mitigés, le jeu reprend globalement le même principe que ces prédécesseurs mais propose un plus vaste choix dans ses assassinats ainsi que des niveaux plus grands comprenant un nombre large de personnages non-joueurs et mise sur l'effet de répétition afin de trouver la méthode adéquate d'assassinat.  
Le jeu est proposé au format épisodique en téléchargement entre le 11 mars 2016 et le  31 octobre 2016, pour un total de 6 épisodes. Une version physique regroupant tous les épisodes est sortie le 31 janvier 2017. Il s'agit de la première saison d'une série de trois, la deuxième saison et la troisième saison étant sorties respectivement en 2018 et 2021.

## Système de jeu

### Concept
Hitman est un jeu à la troisième personne dans lequel les joueurs prennent le contrôle de l’agent 47, un assassin génétiquement amélioré, voyageant dans le monde et éliminant les cibles sous forme de contrat. Comme dans les autres jeux de la série Hitman, les joueurs disposent d'énormément de possibilités pour les assassinats. Par exemple, les joueurs peuvent utiliser des fusils à longue portée pour tirer sur une cible à longue distance, ou décider de l'assassiner à courte distance en utilisant des armes blanches. Les joueurs peuvent aussi utiliser des explosifs ou dissimuler l'assassinat en créant une mort accidentelle. Une méthode courante pour aborder une mission consiste à neutraliser d'autres personnages et à porter leurs vêtements comme un déguisement, ce qui permet au joueur d'accéder plus facilement à des zones interdites. Les actions des personnages non jouables influencent le jeu. Par exemple, les joueurs peuvent obtenir plus d'informations sur la position de leur cible en écoutant leurs conversations ou les suivre pour connaitre leurs habitudes.
La conception de niveau du jeu présente une structure similaire à celle de Hitman: Blood Money et aux jeux précédents de la série, par opposition à la structure linéaire de Hitman: Absolution. Chaque épisode du jeu propose un environnement de type bac à sable pouvant être exploré par le joueur.
Il présente de nombreuses façons d’éliminer les cibles, des accidents aux "opportunités" scriptées qui nécessitent la réalisation de multiples tâches. Les niveaux sont assez grands et peuvent accueillir environ 300 personnages non jouables (PNJ), chacun ayant des routines différentes et réagissant différemment aux actions des joueurs. Les joueurs peuvent sauvegarder leur partie à tout moment dans les missions. Le mode Instinct, introduit dans Absolution, revient sous une forme simplifiée, étant utilisable à tout moment. L'évaluation de la performance d'un joueur en matière de mission se fait selon un système à 5 étoiles, influencée par des facteurs tels que le temps passé, le nombre de non-cibles tuées, si le joueur a été repéré et s'ils ont été enregistrés sur une caméra ou si des corps ont été retrouvés. Relever des défis dans une mission donnera aux joueurs des points de maîtrise. Si l'on gagne suffisamment de points de maîtrise, l'on atteint le niveau de maîtrise maximum qui est de 20. Au fur et à mesure que le joueur progresse dans ces 20 niveaux de maîtrise, les joueurs gagnent de nouveaux objets, notamment de nouveaux gadgets tels que des armes, différents types de poisons et d'explosifs, de nouveaux lieux de prise en charge par une agence ou des nouveaux lieux de départ. On trouve deux niveaux de difficulté, le niveau normal avec le système de maitrise niveau 20 et le niveau de difficulté professionnel qui comporte 10 niveaux de maîtrise.

### Mécanismes du jeu
Le jeu se compose de 7 missions sur 7 cartes (Base de l'ICA, Paris, Italie, Maroc, Thaïlande, États-Unis et Japon). Sur chaque niveau, il est possible de remplir les missions principales, liées à l'histoire mais aussi de nombreux contrats, qui, eux, n'ont pas de lien avec l'intrigue.
La diversité présente dans le jeu permet à 47 d'atteindre sa cible par de très nombreux moyens, évitant donc la linéarité connue dans Absolution.
Dans chaque niveau, des contrats « Escalade » font leur apparition. Il s'agit de remplir un contrat qui évolue sur 5 niveaux de difficulté. Généralement, l'objectif du premier niveau de difficulté d'un contrat Escalade est d'éliminer une seule cible. Ensuite chaque niveau du contrat ajoute des impératifs au contrat initial, comme être obligé de tuer les cibles avec un déguisement spécifique, de devoir tuer une cible avec une arme particulière ou de tenir un délai entre chaque élimination de cible. L'objectif évolue donc après chaque réussite du contrat, d'où le nom d'escalade.
Par exemple, assassiner une cible avec une arme de poing, puis refaire le même contrat avec un nouvel objectif tout en tuant à nouveau la cible précédente, etc., tout ça 5 fois. Dans la mission parisienne, on peut retrouver plus de 17 contrats « Escalade », soit jouer 85 fois sur la même carte. Les cartes ont un nombre indépendant de missions « Escalade ».
Le jeu permet de débloquer des lieux et des équipements permettant aux joueurs de refaire la mission sous un autre angle. Toutefois, le joueur ne gagne pas d'argent, mais on retrouve un classement qui varie selon la façon dont s'est déroulée la mission, comme dans les précédents opus. On se voit aussi attribuer un classement en ligne, pour se mesurer avec les joueurs du monde entier.
IO Interactive introduit dans ce jeu de nouveaux contenus à télécharger régulièrement. Cela inclut des missions limitées dans le temps, appelées "cibles fugitives". Si un joueur ne parvient pas à assassiner une cible avant la fin de la mission ou l'alerte et lui permet de s'échapper, la cible ne reviendra pas.
Le mode contrat en ligne d’Absolution est également revenu dans Hitman. Cela permet aux joueurs de créer des contrats et de les faire partager pour la communauté de joueurs. Ce mode permet de désigner jusqu’à cinq PNJ en tant que cibles et de définir les conditions à suivre pour les tuer. On peut ensuite avoir accès aux meilleurs scores.

## Synopsis
Vingt ans avant les missions présentées dans l'histoire principale, l'assassin 47 arrive dans un centre de formation top-secret de l'ICA situé en haute-montagne, où il rencontre pour la première fois son agent de liaison, Diana Burnwood. Sous sa supervision, 47 participe à plusieurs missions simulées pour évaluer ses compétences tout en passant par une évaluation psychologique et une vérification approfondie de son passé trouble.
Alors que Burnwood est très impressionnée par les performances hors du commun de 47, le directeur de l'ICA, Erich Soders, est quant à lui convaincu que l'homme est trop dangereux en raison de l'absence de toute attache morale qui pourrait permettre à l'Agence d'exercer un contrôle sur lui. Celui-ci voit en effet 47 comme une menace potentielle pour l'ICA, et transgresse le protocole habituel en lui faisant passer un test final qu'il lui sera théoriquement impossible à réaliser, réplique exacte d'une mission à laquelle Soders avait participé pendant la guerre froide. En réponse à Soders et ses actes contraires à l'éthique, Burnwood enfreint les règles en intervenant directement pour aider 47. Après avoir réussi le test final, Soders déclare à contrecœur 47 apte à opérer sur le terrain et Diana Burnwood lui est assignée comme son agent de liaison. Alors que 47 s'apprête à repartir en hélicoptère, elle lui donne comme consigne de rester seul, constamment en mouvement, et à disposition permanente de l'ICA. Elle finit alors par lui demander son nom, ce à quoi l'assassin répond par "47".

### Épisode 1: Showstopper (France,Paris)
Première mission de cet opus, 47 est envoyé à Paris dans le palais fictif de Walewska lors d'un défilé de mode organisé par la marque Sanguine afin d'assassiner deux cibles : Victor Novikov, propriétaire de Sanguine, ancien oligarque reconverti dans la mode, et sa partenaire Dalia Margolis, top-modèle à la retraite. Le couple est en réalité leader de l'organisation IAGO, réseau d'espionnage ultra-sophistiqué qui revend des informations top-secrètes aux plus offrants et responsables ainsi de nombreux attentats contre des hommes et femmes de pouvoir. Novikov et Margolis ont récemment mis la main sur une liste d'agents britanniques sous couverture qu'ils comptent vendre secrètement aux enchères durant le show. C'est pour cette raison que le client de l'Agence, le bien connu MI6, souhaite leur élimination. C'est dans cet évènement public bondé mais ultra-sécurisé que 47 devra se faufiler dans l'ombre afin d'accomplir sa tâche, ce qu'il fera avec succès.
Dans la cinématique qui suit l'exécution du contrat, un homme mystérieux apparaît en compagnie de Victor Novikov, à Paris, un jour avant l'évènement Sanguine. En échange d'un dossier sur les secrets de l'élite mondiale, l'homme mystérieux dit s'être débarrassé de Kamarov, un agent du FSB russe, qui avait de quoi faire tomber Novikov. Cet individu semble être celui qui a commandité l'assassinat des deux leaders de IAGO, en passant par le MI6 pour couvrir ses traces.

### Épisode 2: Le Monde de Demain (Italie, Sapienza)
47 est pour cette deuxième mission envoyé dans la ville fictive de Sapienza, en Italie, où la compagnie pharmaceutique Ether mène des expériences dans le laboratoire souterrain du manoir de Silvio Caruso, la première cible, scientifique célèbre pour ses travaux sur les cellules souches, à la santé mentale altérée par la disparition de sa mère, survenue un an plus tôt. Aidé de Francesca De Santis, la deuxième cible, qui cherche à se débarrasser de Caruso devenu paranoïaque, ils travaillent sur un prototype de virus biochimique conçu pour n'être létal que pour l'ADN de la cible désignée. Officiellement, le contrat provient de l'un des actionnaires d'Ether, qui souhaite se débarrasser du virus et des deux seules personnes capables de mener ce projet à bout pour une question apparemment éthique.
Cependant, un jour après l’exécution, un homme au courant de l'incident et des projets d'Ether se fait braquer dans sa voiture dans un parking de Johannesbourg, en Afrique du Sud, par le "client de l'ombre". Diana surnomme désormais de cette façon l'individu mystérieux, qui se dit avoir été à nouveau le commanditaire de l'assassinat de Caruso et De Santis. Avant d'abattre l'homme dans sa voiture, le client de l'ombre lui extorque une clé spéciale, en relation avec une organisation connue sous le nom de "Providence".

### Épisode 3: Une Cage Dorée (Maroc,Marrakech)
Le banquier Claus Strandberg a dérobé de l'argent sur des milliers de comptes épargne marocains, et était en route pour être jugé lorsque le convoi fut attaqué par les hommes du général Reza Zaydan, causant de nombreux morts policiers. Claus s'est réfugié dans le consulat de Suède, où il est intouchable en attendant une extraction discrète par Zaydan. Des manifestations ont éclaté devant le consulat, demandant que Strandberg soit jugé pour ses crimes. Les troupes du général Zaydan se trouvent à quelques mètres, prêtes à intervenir, afin de potentiellement mener un coup d'État militaire. L'actionnaire d'une entreprise de construction demande à l'ICA d'assassiner les deux cibles pour protéger ses intérêts menacés par l'instabilité grandissante du pays : ce contrat constitue la troisième mission de 47. Celui-ci parvient à assassiner les deux cibles discrètement.
Quelques jours plus tard, Providence, organisation mystérieuse, s'aperçoit que le coffre-fort de leur QG new-yorkais a été ouvert et entièrement vidé. Le coffre contenait l'ensemble des agents employés par Providence, qui est désormais entièrement menacée. C'est très certainement le client de l'ombre qui a volé le contenu, à l'aide de la clef qu'il a dérobée à Johannesbourg, et celle d'un certain Cobb, qui serait mort dans les circonstances floues d'un crash d'avion.

### Épisode 4: Club 27 (Thaïlande,Bangkok)
Dans ce contrat, 47 est envoyé à Bangkok, dans l’hôtel de luxe fictif Himmapan, où sa cible sera le jeune chanteur de rock Jordan Cross, ainsi que son ex-avocat, Ken Morgan. Le contrat est ordonné par la famille de Hannah Highmoore, ancienne petite amie de Jordan, que ce dernier a tué en la poussant du haut d'une terrasse d'immeuble. La justice en avait toutefois faussement conclu, grâce à Ken Morgan ainsi que Thomas Cross, le père de Jordan, puissant multimilliardaire et grand magnat des médias, à un accident. Au cours de la mission, 47 découvrira que Jordan Cross avait en effet poussé sa petite amie dans le vide au cours d'une dispute via un enregistrement audio qui l'obsède depuis lors.
La mission se passe le jour des 27 ans de Jordan Cross. Le titre de la mission ainsi que l'ambiance est clairement une référence au fameux Club 27, le fait que de nombreuses stars de la musique comme Jim Morrison ou Kurt Cobain, soient mortes l'année de leurs 27 ans.

### Épisode 5: Combat pour la liberté (États-Unis,Colorado)
47 est envoyé au Colorado, aux États-Unis, dans le camp d'une milice dirigée par l'écoterroriste Sean Rose. L'assassin doit non seulement s'occuper de Sean Rose, mais également de Maya Parvati, ancienne tueuse à gages des Tigres Noirs devenue instructrice, Ezra Berg, un ancien agent du Mossad désormais spécialiste en interrogatoire, et Penelope Graves, une ancienne agent d'Interpol tout juste recrutée et mise à l'épreuve par Sean Rose. Durant cette mission, 47 trouvera des renseignements sur Providence, prouvant le lien entre les différentes missions auxquelles il a été affecté, et l'implication d'Erich Soders, agent de Providence infiltré à l'ICA.

### Épisode 6: Situs Inversus (Japon)
L'agent 47 est envoyé à Hokkaido au Japon, dans une luxueuse clinique high-tech à flanc de montagnes. Sa cible principale est Erich Soders, l'ancien président de l'ICA, traqué à la suite de sa trahison, et devant être opéré d'urgence d'une greffe du cœur, sachant qu'il a ses organes disposés en miroir. Il doit également se débarrasser de Yuki Yamazaki, une avocate yakuza affiliée à Providence. 47 commence sans équipement dans une chambre en tant que patient, portant un vêtement avec puce RFID lui donnant accès à seulement quelques zones.
À l'issue de la mission, une cinématique finale dévoile un agent de Providence allant à la rencontre de l'agent de liaison Burnwood. Il lui demandera de coopérer tout en faisant allusion au passé de l'agent 47, que Providence connaît. N'ayant ni l'approbation, ni le refus de Burnwood, l'agent de Providence partira en laissant une photo de l'agent 47 enfant.

## Développement

### Relation IO Interactive - Square Enix Montreal
À l’origine, le jeu devait être développé par Square Enix Montreal, un studio nouvellement créé par le promoteur de Square Enix. Toutefois, en raison des coupures et autres licenciements collectifs chez IO Interactive, un représentant de Square Enix a déclaré que « le studio (IO Interactive) se concentrera fermement sur la vision de l’avenir de la franchise Hitman et est en ce moment même en préproduction sur un nouveau projet. Cependant, nous avons pris la difficile décision d’annuler d’autres projets et initiatives en studio chez IO et de réduire la main-d’œuvre, ce qui aura un impact sur près de la moitié des employés qui y travaillent actuellement, alors que nous faisons des ajustements internes pour faire face aux défis du marché actuel »,,
Square Enix Montreal (qui travaillait à l’origine sur le prochain Hitman) avait indiqué que l’accent serait mis sur le développement des versions smartphone et tablette d’Hitman ainsi que d’autres jeux,,.
Le 16 janvier 2014, une lettre ouverte a été déposée par IO Interactive à l’égard des fans du jeu vidéo. Celle-ci partageait de nouveaux détails sur le prochain jeu et précisait l’intention de faire en sorte que la prochaine version soit moins linéaire, avec des cartes plus « flexibles ». Le concept des points de contrôle est également abandonné.
Cet opus est développé sous la seconde version du moteur Glacier Engine.

### Redéfinir la franchise
D'après Michale Vogt, auteur principal, le studio a réfléchi à l'avenir de la franchise au cours de l'année 2013, souhaitant non pas recommencer à zéro, mais redéfinir l'univers du jeu. Au même moment, l'industrie du jeu vidéo s'éloigne des scénarios de série B pour ses triple AAA afin « d'élever la barre ». Le genre devait passer du thriller policier au thriller d'espionnage, le studio citant les films Three Days of the Condor (1975), Mission Impossible (1996), Casino Royale (2006) et Tinker Tailor Soldier Spy (2011).

### Lieux et PNJ
Pour Mette Andersen, l'important est de rappeler que le jeu est un jeu de réflexion. Deux éléments sont primordiaux pour la conception des niveaux. D'abord les « Swiss cheese » afin que le joueur puisse toujours avoir une échappatoire des options proposées. Puis les lieux dits publics et privés. Les premiers sont accessibles à tous, tandis que les seconds requièrent de se faufiler, certains étant considérés comme des « micro-biomes » dans lesquels le joueur doit avoir un comportement spécifique, Andersen prenant l'exemple d'une boucherie où seul le boucher peut aller derrière le comptoir. L'une des principales difficultés pour les joueurs non habitués à la franchise était que le niveau se finissait généralement par une fusillade, ces derniers ne pensant pas qu'une erreur pourrait être aussi punitive. Pour répondre à ce problème, le studio a décidé d'incorporer dans le jeu un système d'escorte afin qu'un PNJ raccompagne le joueur s'il se trouve dans une zone interdite.

### Distribution des rôles
Interprète historique du personnage, David Bateson prête de nouveau sa voix à l'agent 47. Pour le personnage Diana Burnwood, c'est la canadienne Jane Perry (en) qui joue le rôle pour la première fois, succédant ainsi à Vivienne McKee et Marsha Thomason. Elle n'est pas nouvelle dans la franchise, étant la voix du tutoriel dans Hitman Absolution.
L'acteur Gary Busey joue son propre rôle ainsi que l'une des cibles fugitives dans une mission dans laquelle Gary Cole joue également son propre rôle, mais en tant que personnage secondaire.

## Accueil

### Critiques et notes
,,,,,

### Ventes
Initialement prévu pour le 8 décembre 2015, Hitman est commercialisé en mars 2016 sur Windows, PlayStation 4 et Xbox One. Le jeu est dans un premier temps proposé uniquement en version numérique et au format épisodique, avec le prologue et la mission à Paris disponibles lors de son lancement. Du contenu supplémentaire est ajouté progressivement durant l'année 2016 pour obtenir un total de sept missions,. La deuxième mission à Sapienza sort le 26 avril, la troisième mission à Marrakesh le 31 mai, une mission spéciale « estivale » le 19 juillet, la quatrième à Bangkok le 16 août, la cinquième au Colorado le 27 septembre, et la sixième à Hokkaido le 31 octobre. Une mission bonus nommée Holiday Hoarders est proposée le 13 décembre 2016. Une version physique regroupant l'ensemble de ces épisodes est ensuite proposée le 31 janvier 2017.
En août 2017, le jeu franchit le cap de cinq millions de copies vendues.
En mai 2018, Hakan Abrak, cofondateur et PDG d'IO Interactive annonce que le jeu a réuni plus de treize millions de joueurs.